# Oscar Schelfhout
Oscar Schelfhout (Buggenhout, 22 juni 1904 - Gent, 26 december 1984) was een Belgisch rooms-katholiek priester en kanunnik van het Sint-Baafskapittel te Gent. Naast zijn opleiding in België studeerde hij aan de Gregoriana te Rome en behaalde er de doctoraten in de filosofie (1926) en de theologie (1930) en het baccalaureaat (1928) in het kerkelijk recht.

## Vicaris-generaal
Hij werd priester gewijd in 1929, om in 1930 onderpastoor te worden in de stad Sint-Niklaas. Van 1946 tot 1952 was hij er tevens pastoor en deken. In 1932 werd hij benoemd tot professor aan het Grootseminarie van Gent en kreeg hij in 1941 de titel van erekanunnik van het Sint-Baafskapittel. In 1952 werd hij zowel deken van Gent, titulair kanunnik als vicaris-generaal van het bisdom Gent. Beladen met deze functies was hij zowat de rechterhand van de toenmalige bisschop Karel-Justinus Calewaert. Schelfhout was eveneens directeur van de Zwartzusters Augustinessen te Gent. In 1982 kreeg hij de titel van ere-vicaris-generaal.